# Stiermarken (gebied)

Wapen van Stiermarken.

Stiermarken (Duits: Steiermark; Sloveens: Štajerska) is een gebied dat deels in Oostenrijk en deels in Slovenië ligt.

## Geschiedenis
In de middeleeuwen was Stiermarken eerst een markgraafschap en later een hertogdom dat onder heerschappij van de Habsburgers kwam. Zie hiervoor: hertogdom Stiermarken.
Met het Verdrag van Saint-Germain na de Eerste Wereldoorlog kwam het in twee nieuwe staten, Oostenrijk en Joegoslavië terecht. 
Het Oostenrijkse deel kwam via de Anschluss bij het Derde Rijk, het Sloveense deel werd bij uitbreken van de oorlog tegen Joegoslavië bezet en ingelijfd bij het Derde Rijk. Doelstelling was om zuidelijk (Sloveens) Stiermarken "weer" Duits te maken zoals Adolf Hitler bij zijn bezoek aan Maribor vanaf het bordes van het gemeentehuis verklaarde. 
Op basis van de AVNOJ-beslissingen van 21 november 1944 werd de Duitstalige (Oostenrijkse) minderheid na de capitulatie van de Wehrmacht in 1945 door de Joegoslavische overheid zonder schadevergoeding onteigend. Dit gold zowel voor onroerende als roerende goederen. Tevens verloren zij hun staatsburgerschap en werden verdreven. Veel van deze zogenaamde Volksduitsers kwamen in interneringskampen om het leven.
Het noordelijke, Oostenrijkse deel is een Oostenrijkse deelstaat; zie hiervoor Stiermarken (deelstaat). Het zuidelijke deel maakt deel uit van het nieuwe Slovenië.
De scheiding was lange tijd het beste te zien in Bad Radkersburg. Deze stad was verdeeld sinds 1919. De ene helft lag in Oostenrijk en de andere helft in Joegoslavië. Op 12 oktober 1969 werd op grond van de meer ontspannen situatie tussen Joegoslavië en Oostenrijk weer een brug over de Mur geopend. Na de toetreding van Slovenië tot de EU groeit het weer meer naar elkaar toe.
Belangrijke steden in Sloveens Stiermarken zijn Maribor (Duits: Marburg an der Drau), Celje (Cilli), Velenje (Wöllan) en Ptuj (Pettau).